# Juncus fockei
Juncus fockei är en tågväxtart som beskrevs av Franz Georg Philipp Buchenau. Juncus fockei ingår i släktet tåg, och familjen tågväxter. Inga underarter finns listade i Catalogue of Life.